# إدوارد إم. براونلي
إدوارد إم. براونلي (بالإنجليزية: Edward M. Brownlee)‏ هو نحات أمريكي، ولد في 1929، وتوفي في 24 نوفمبر 2013.